# White River (Oberer See)
Der White River (englisch für „Weißer Fluss“) ist ein Fluss im Thunder Bay District der kanadischen Provinz Ontario.

## Flusslauf
Er hat seinen Ursprung im Negwazu Lake 20 km östlich der gleichnamigen Stadt White River. Von dort fließt er in westlicher Richtung, passiert den Pokei Lake White River Wetlands Provincial Park und die Stadt White River, sowie 50 km weiter abstrom die Siedlung der Pic Mobert First Nation. Hier durchfließt er den im White Lake Provincial Park gelegenen See White Lake. Nach etwa 140 km erreicht der Fluss den Oberen See. Die letzten Kilometer legt er dabei innerhalb des Pukaskwa-Nationalparks zurück.

## Wasserkraftnutzung
Das Umbata Falls-Wasserkraftwerk (⊙) liegt etwa 30 km südöstlich von Marathon am White River. Das Laufwasserkraftwerk liefert mit zwei SAM Kaplan-Turbinen bei einer Fallhöhe von 32,8 m eine Leistung von 23 MW.
Die Jahresleistung beträgt 109.102 MWh.
Regional Power und die Pic Mobert First Nation planen den Bau von zwei weiteren Wasserkraftwerken – Upper White – Gitchi Animki Bezhig (9 MW) und Lower White – Gitchi Animki Niizh (10 MW) – 50 km südlich der Stadt White River.

## Tourismus
Vom White Lake Provincial Park aus kann der White River 70 km flussabwärts bis zur Mündung in den Oberen See per Kanu ganzjährig befahren werden. Es gibt mehrere Stromschnellen auf der Strecke.